# 東令三郎
東 令三郎（ひがし れいさぶろう、1893年7月9日 - 1968年6月26日）は、日本の経営者。西日本相互銀行社長を務めた。愛媛県出身。

## 経歴
1920年に京都帝国大学法学部政治学科を卒業。野村銀行での勤務を経て、1944年12月に西日本無尽(のちの西日本相互銀行)社長に就任。1962年10月から1965年5月までに会長を務めた。
1957年に黄綬褒章を受章。
1968年6月26日肺癌のために死去。74歳没。